# Heinz-Konrad Fenn
Heinz-Konrad „Heiko“ Fenn (* 20. Juli 1918 in Kiel; † 17. März 2016 in Bonn) war ein Flottillenadmiral der Bundesmarine, Musiker, Komponist und Leiter des Bonner Shanty-Chores.

## Leben
Fenn interessierte sich schon früh für Musik und lernte zunächst die Instrumente Mundharmonika und Akkordeon, mit acht Jahren zusätzlich Geige. Schon als Jugendlicher leitete er eine Musikgruppe. Nach dem Abitur 1937 trat er als Seeoffizieranwärter in die Kriegsmarine ein. Er wurde nach Beginn des Zweiten Weltkrieges als Oberleutnant zur See Kommandant des U-Bootes U 445. Fenn war von Mai 1945 bis 27. Februar 1946 in britischer Kriegsgefangenschaft. Er gründete in der Gefangenschaft ein zur Gefangenenbetreuung eingesetztes Tanzorchester. Bis 1947 studierte er Musik. Die von ihm geleitete Big Band blieb noch eine Zeitlang nach dem Krieg bestehen, löste sich aber aus finanziellen Gründen auf.
1956 trat er als Offizier in die Bundesmarine ein. Er zunächst Abteilungsleiter im Kommando der Marineausbildung, ab 1960 IO der Schulfregatte Hipper, ab 1961 Kommandant der Schulfregatte Brommy, ab 1962 Referent Personal im Bundesministerium der Verteidigung (BMVg), ab 1968 Referatsleiter im Führungsstab der Marine (Fü M), ab 1969 Unterabteilungsleiter in der Abteilung Personal im BMVg 1978 und ab 1972 Stabsabteilungsleiter IV im Fü M. In dieser Funktion wurde er als Flottillenadmiral mit Ablauf des September 1978 in den Ruhestand versetzt.
Fenn schrieb ein Liederbuch, das auch heute noch von Shanty-Chören verwendet wird. Nach seiner aktiven Dienstzeit arrangierte er Stücke für die Big Band der Bundeswehr. Ab 1992 leitete er den Bonner Shanty-Chor, komponierte, arrangierte und textete.

## Auszeichnungen
- Eisernes Kreuz I. Klasse
- U-Boot-Frontspange in Bronze
- U-Boot-Kriegsabzeichen
- Verdienstkreuz I. Klasse des Verdienstordens der Bundesrepublik Deutschland

## Werke (Auswahl)
- mit Gerd Werner: Hiev Rund. Das Seemannsliederbuch. Sikorski, Hamburg 1959. (Neufassung Sikorski, Hamburg 1978).